# Испод пирамида
„Испод пирамида” (енгл. Under the Pyramids), или „Заробљен са фараонима” (енгл. Imprisoned with the Pharaohs), приповетка је коју је амерички писац Хауард Филипс Лавкрафт написао у сарадњи са Харијем Худинијем у фебруару 1924. године. Прича прати фиктивни приказ из перспективе првог лица наводно истинитог Худинијевог искуства; у Египту 1910. године, Худинија киднапује туристички водич, који изгледом подсећа на древног фараона, и бачен је у дубоку рупу близу Велике сфинге у Гизи. Док покушава да пронађе излаз, наилази на огромну церемонијалну пећину и сусреће божанство из стварног живота које је инспирисало изградњу Велике сфинге.
Лавкрафт је прихватио да напише причу због новца који му је унапред понудио Џ. К. Хенеберџер, оснивач и власник часописа Weird Tales. Објављена је у издањима овог часописа из маја–јуна–јула 1924. године, иако је до поновног штампања 1939. била приписана искључиво Худинију. Упркос Лавкрафтовим уметничким слободама, Худини је био веома задовољан причом и њих двојица су сарађивали на неколико мањих пројеката пре његове смрти 1926. године. Сугерише се да је приповетка имала рани утицај на аутора Роберта Блоха, као и на антиципацију космичке теме у Лавкрафтовим каснијим делима, укључујући „Уклету кућу”.

## Радња
Испричана из перспективе илузионисте Харија Худинија, прича је фикционализовани приказ догађаја за који је тврдио да је доживео на одмору у Египту у јануару 1910. године. Уз водича по имену Абдул Реис ел Дрогман, Худини одлази у обилазак Каира и на крају је приморан да прекине сукоб између свог водича и бедуинског вође по имену Али Зиз. Дрогман ангажује Худинија да му помогне у решавању борбе путем „старог обичаја у Каиру”: бокс меча на врху Кеопсове пирамиде у Гизи. Међутим, Худини убрзо открива да је цела свађа била само варка осмишљена да га ноћу намаме у пустињу и киднапују. Он је везан, одведен на непознату локацију и спуштен у дубоку јаму.
Након што је сањао спектакуларне ужасе, Худини се буди на дну јаме и на крају успева да се ослободи ужета. Сумњајући да се налази негде у храму испод Велике сфинге, путује кроз мрак у покушају да пронађе излаз, пратећи оно што верује да је промаја споља. Уместо тога, открива да је заправо кренуо дубље испод земље, да би на крају пао низ степенице и слетео у велику церемонијалну пећину. Тамо сведочи војсци полу-људских, полу-животињских мумија коју предводи древни египатски фараони Кефрен и Нитокрис, и који поздрављају петоглаву звер са пипцима налик на нилског коња која се појавила из рупе дубоко у ходнику. Док бежи, схвата да је ово створење само шапа много већег божанства према чијој је слици уклесана сфинга. Худини одбацује догађаје као халуцинацију или сан изазван напором његове отмице, упркос сличности коју види између Кефрена и његовог водича, Дрогмана.

## Позадина
Суочен са финансијским проблемима, Џ. К. Хенеберџер, оснивач и власник часописа Weird Tales, желео је да повеже популарног Харија Худинија са часописом како би повећао читалачку публику. Након увођења рубрике „Питајте Худинија”, као и објављивања две приповетке које је наводно написао овај илузиониста, Хенеберџер је потражио Лавкрафта у фебруару 1924. и наручио му да напише причу о наводно истинитом искуству које је Худини доживео на одмору у Египту. Лавкрафту је плаћено 100 долара да напише причу, што је у то време била највећа сума коју је добио као аванс. Ово је био главни фактор који га је мотивисао да прихвати посао пошто је, након што је саслушао Худинијеву причу и истражио њену позадину, Лавкрафт закључио да је прича потпуна измишљотина и затражио дозволу од Хенеберџера да искористи неке уметничке слободе. Након што је добио одобрење од уредника, започео је проводећи доста времена истражујући окружење у књигама које је издао Музеј уметности Метрополитен, и често посећујући египатске експонате овог музеја.
Лавкрафт је завршио причу у фебруару 1924, али је изгубио свој оригинални куцани текст приче на железничкој станици у Провиденсу, када је био на путу за Њујорк да би се венчао. Био је приморан да већи део свог меденог месеца проведе у Филаделфији прекуцавајући рукопис. Оригинални наслов дела, „Испод пирамида”, познат је само из изгубљеног и пронађеног огласа који је поставио у The Providence Journal. Прича је штампана у издањима Weird Tales-а из маја-јуна-јула 1924. под насловом „Заробљен са фараонима” и без Лавкрафтовог имена у тексту, јер је Хенеберџер мислио да ће то збунити читаоце, пошто је наратив испричан у потпуности из Худинијеве перспективе у првом лицу. Лавкрафт ће касније бити потписан у уредниковој белешци репринта из 1939. године.

## Пријем и наслеђе
„Испод пирамида” је постала популарна прича и Худини ју је добро прихватио. Илузиониста је био толико импресиониран да је до своје смрти наставио да нуди Лавкрафту послове писања у његово име. Међу њима је био и један чланак који је критиковао астрологију, као и књига под насловом Канцер сујеверја, чији је нацрт и неке уводне странице Лавкрафт завршио пре Худинијеве смрти 1926. године. Да би се захвалио аутору за његов рад, Худини је дао Лавкрафту потписану копију своје књиге Мађионичар међу духовима. Проучавалац Лавкрафта, С. Т. Џоши, похвалио је причу, назвавши је „изненађујуће ефектном и напетом, са истински изненађујућим завршетком”. Аутор научне фантастике, уредник и критичар Лин Картер, у свом делу Лавкрафт: Поглед иза Ктулу митова из 1972. године, говори о овој причи као о „једној од најбољих ствари које је Лавкрафт дотада написао”.
Ова приповетка се наводи као рани утицај на Роберта Блоха, што је посебно видљиво у његовој причи „Храм црног фараона”. Иако сам Лавкрафт представља сфингу као бога мртвих, Блох је проширио митове и тврдио да је сфинга у причи „Испод пирамида” заправо Ниарлатотеп, спољашњи бог и Лавкрафтова креација. Идеја о преокрету на крају, где је ужасно откриће погоршано спознајом да је то само део већег ужаса, поново је коришћена у „Уклетој кући”, написаној касније те године. У овој причи, протагониста копа по подруму истоимене настамбе само да би открио да је ствар за коју је веровао да је чудовиште из приче само лакат звери.